# Nina de Callias
Anne-Marie Gaillard (França, 12 de julho de 1843 França, 22 de julho de 1884 em uma clínica em Vanves) conhecida como Nina de Villard de Callias, Nina de Callias ou Nina de Villard, foi uma compositora francesa, pianista, escritora e recepcionista de salão.

## Vida
Filha de um advogado rico de Lyon, depois de seu casamento com Hector de Callias (conde de Callias, escritor e jornalista do Le Figaro), ela hospedou um dos mais importantes salões literários e artísticos de Paris. Casou-se com Callias de 1864 a 1868 e teve um caso de amor de uma década (1867-1877) com Charles Cros, a quem inspirou para pintar Coffret de santal. Ela também é a Dame aux éventails de Édouard Manet.
Os convidados que compareceram aos salões incluíram Hector Berlioz, Edgar Degas, Anatole France, Augusta Holmes, Stéphane Mallarmé, Manet, Arthur Rimbaud e Richard Wagner, entre outros. Em 1869, ela recebia jovens poetas em busca de novas formas de expressão, conhecidas coletivamente como Parnassians.
Ela compôs obras para piano e voz, e contribuiu com dois poemas para Le Parnasse contemporain (2º volume): La Jalousie du jeune Dieu e Tristan & Iseult. A Guerra Franco-Prussiana forçou-a a fugir com a mãe para Genebra, onde adotou o nome de solteira de sua mãe (Villard), e permaneceu três anos antes de retornar em 1873 para retomar os círculos artísticos dissolvidos lá. De volta à França, ela contribuiu para a antologia coletiva Dixains Réalistes e para o círculo conhecido como The Hydropaths, grupo considerado um elo vital no desenvolvimento do Simbolismo.

## Piano
- Fantaisie sur Rigoletto
- Noturno
- Romance
- Souvenir de Vichy
- Valse Brillante

## Prosa
- Feuillets parisiens, 1885 (Gallica)
- La Duchesse Diane, 1882
- La Jalousie du jeune Dieu
- Tristan e Iseult